# Chiesa di San Lino (Roma)
La chiesa di San Lino Papa è una chiesa di Roma, nel quartiere Primavalle, in via della Pineta Sacchetti n. 75. Confina con il Parco regionale urbano del Pineto. Si trova nel settore ovest della diocesi di Roma, nella prefettura XXXIII.

## Storia
La parrocchia è stata eretta il 22 febbraio 1957 con il decreto del cardinale vicario Clemente Micara Qua celeritate e affidata al clero diocesano di Roma. Sin dall'inizio la chiesa era ospitata in un edificio non consono alla sua funzione - edificio che tuttora ospita una cappella e che è collegato con gli uffici parrocchiali e gli alloggi dei sacerdoti. Sul finire degli anni 90 del XX secolo si è proceduto finalmente alla realizzazione della chiesa vera e propria su un progetto degli anni 60. Il Cardinale Vicario Camillo Ruini ha presieduto la dedicazione della chiesa parrocchiale nella nuova sede il 23 settembre 1999.
Il territorio, desunto da quello di San
Filippo Neri alla Pineta Sacchetti, è stato determinato entro
i seguenti confini: "Via Eugenio IV da Via della Pineta Sacchetti
a Via di Primavalle - Via di Primavalle a sinistra fino a Via
Lucio II - detta Via fino a Via del Fosso di Primavalle - Via
del Fosso di Primavalle a destra fino a Via delle Calasanziane
- indi si segue il Fosso di Primavalle fino a Via del Casale
di Primavalle - Via della Pineta Sacchetti da Via del Casale
di Primavalle al Ponte sulla ferrovia Roma-Viterbo - linea ferroviaria
Roma-Viterbo fino all'altipiano Aurelio - detta linea comprendendo
tutte le proprietà con ingresso a monte, fino a Via del Pineto
Torlonia - Via del Pineto Torlonia a destra fino a Via della
Pineta Sacchetti, ove si segue a sinistra fino a Via Eugenio
IV summenzionata".
Il riconoscimento agli effetti civili è stato
decretato il 20 agosto 1959. Il complesso edilizio, di proprietà
della Pontificia Opera per la Preservazione della Fede e la provvista di nuove Chiese in Roma, è stato realizzato nel 1959 secondo
il progetto di Renato Costa.
Dal 2007 è sede della diaconia di San Lino Papa.